# Scena symultaniczna
Scena symultaniczna – rodzaj sceny, stosowanej w średniowiecznych widowiskach misteryjnych. Składała się z szeregu zróżnicowanych miejsc akcji ukazanych równocześnie obok siebie jako odrębne elementy dekoracji, tak zwane mansjony, dla odegrania kolejnych epizodów z historii biblijnej bądź z żywotów świętych. 
W XX wieku technikę tę wykorzystywał Bertolt Brecht w swoich inscenizacjach.